# The X-Files: The Game
The X-Files: The Game is een interactieve film, en meer specifiek een point-and-click avonturenspel, uit 1998 ontwikkeld door HyperBole Studios en uitgegeven door Fox Interactive. 

## Gameplay
De speler speelt als FBI Field Agent Craig Wilmore, die is toegewezen aan de meest geheime afdeling van de FBI, de zogeheten X-Files. Als assistent van Special Agents Fox Mulder en Dana Scully moet de speler helpen met het oplossen van onverklaarbare zaken. Dit kan door middel van het zoeken naar bewijsmateriaal, ondervragen van verdachten en kritische beslissingen nemen.